# Lupinus lyallii
Lupinus lyallii är en ärtväxtart som beskrevs av Asa Gray. Lupinus lyallii ingår i släktet lupiner, och familjen ärtväxter.

## Underarter
Arten delas in i följande underarter:
- L. l. alcis-temporis
- L. l. lyallii
- L. l. minutifolius
- L. l. subpandens
- L. l. washoensis

## Bildgalleri

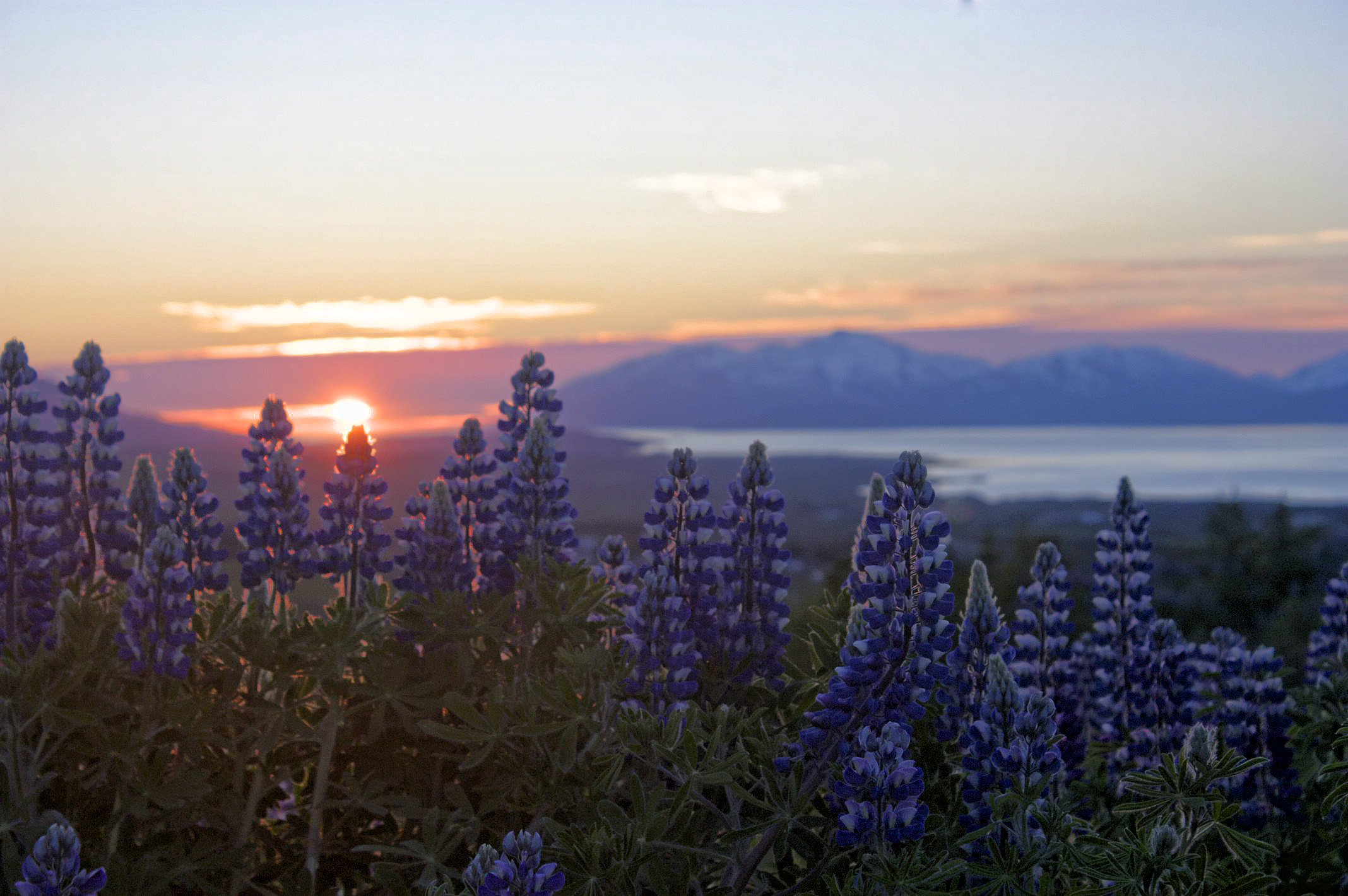
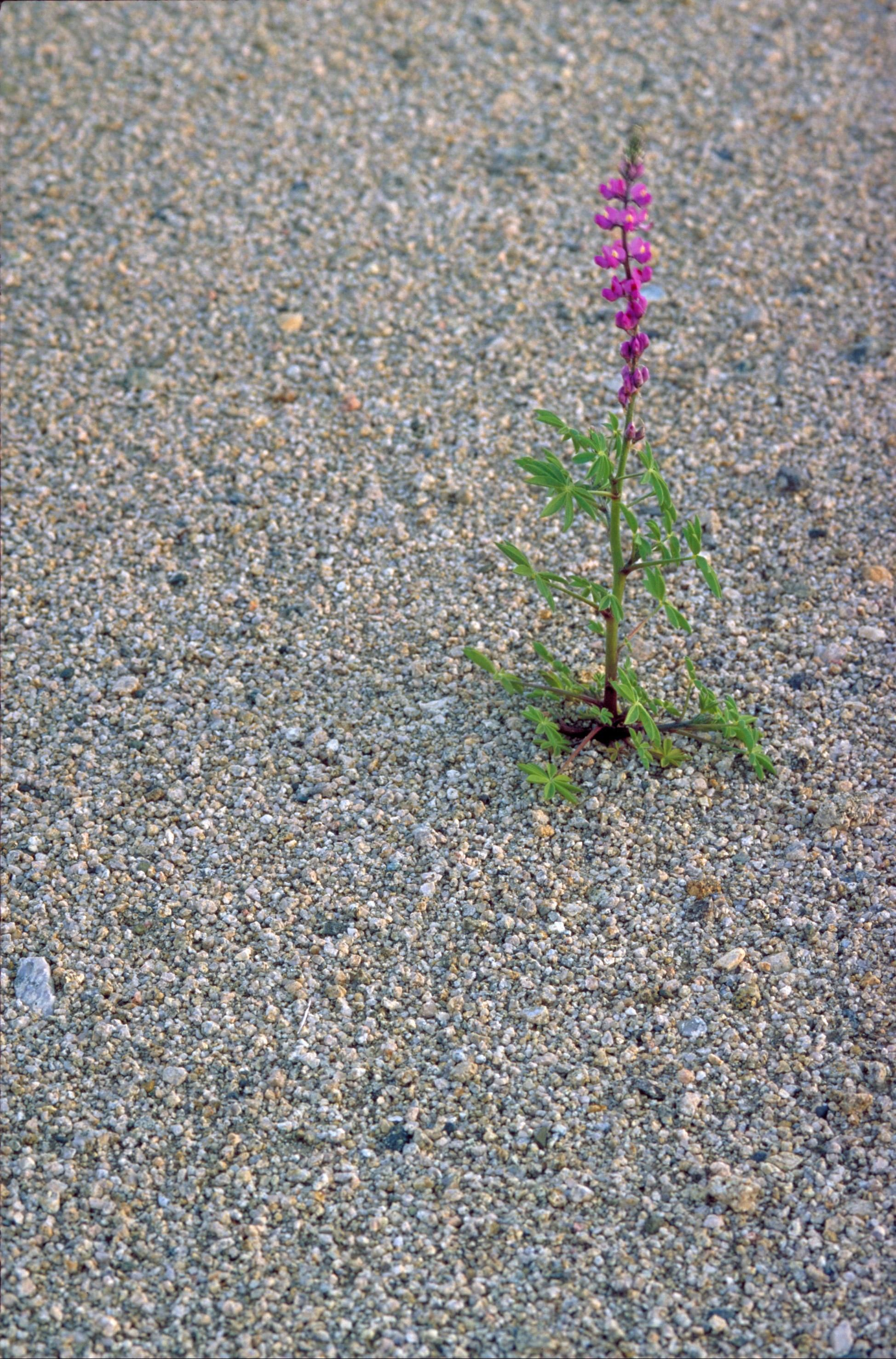
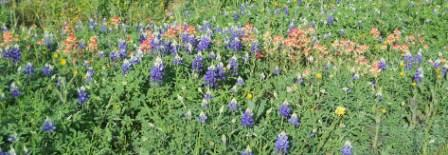